# ゲルマン法
ゲルマン法（ゲルマンほう）は、古代ゲルマン人の法である。ゲルマン人の部族は部族意識と法とが緊密に関係する法共同体であり、それぞれの部族が独自の部族法（独:Stammesrechte）を持っていた。また、ゲルマン人の法観念は属人主義的であった。西ローマの崩壊後に多くのローマ人居住区がゲルマン人王国の支配下に入ったが、ローマ人には引き続きローマ法が適用された。もともとは口承で伝えられていたが、西ゴート王国やブルグント王国で法典がラテン語で成文化された。フランク王国では征服された諸部族の法が温存された。キリスト教の高位聖職者は異教的な部族法の廃止と統一された王国法の成立を求めたが、逆にフランク王権によって部族法の成文化と整備がなされた。部族法は中世を通じて法的に有効なままであったが、次第に領邦独自の法に置きかえられていった。今に伝えられる部族法はローマ卑俗法の影響を受けた後の時代のものであり、純粋なゲルマン法についての確実な史料ではない。
Walther Merkが万民法のあるローマ法に比べて、個人主義的というよりも集団主義的だとしている。公法と私法の区別が不十分だと言われている。部族によって内容は異なるが共通性も多い。大きく西ゲルマン法と東ゲルマン法に分かれる。サリカ法典、ザクセンシュピーゲルなどがある。
19世紀のドイツではローマ法とゲルマン法のどちらの体系を採用するべきかというロマニステンとゲルマニステンとの法典論争があった。現在有効に確認されているゲルマン法のサリカ法典のうち相続法は、リヒテンシュタイン公国で採用されている。